# Liste der Nummer-eins-Hits in Mexiko (2013)
Diese Liste der Nummer-eins-Hits basiert auf den offiziellen mexikanischen Albumcharts im Jahr 2013, die durch AMPROFON, die nationale Landesgruppe der IFPI, ermittelt werden. 

## Alben
| ← 2012 ← | Liste der Nummer-eins-Hits in Mexiko | Liste der Nummer-eins-Hits in Mexiko | Liste der Nummer-eins-Hits in Mexiko       | 2014 →                    |
| \| Zeitraum \| Wo. ges. \| Interpret \| Titel \| Zusätzliche Informationen \| \| (Zeitraum, Wochen auf Platz eins, Interpret, Titel, zusätzliche Informationen) \| \| \| \| \| \| ------------------------------------------------------------------------------ \| -------- \| ----------------------------- \| ------------------------------------------ \| ------------------------- \| \| 23. Dezember 2012 – 5. Januar 2013 2 Wochen (insgesamt 3) \| 3 \| Jenni Rivera \| Joyas prestadas: pop \| – \| \| 6. Januar 2013 – 12. Januar 2013 1 Woche (insgesamt 4) \| 4 \| One Direction \| Take Me Home \| – \| \| 13. Januar 2013 – 26. Januar 2013 2 Wochen (insgesamt 3) \| 3 \| Jenni Rivera \| Joyas prestadas: pop \| – \| \| 27. Januar 2013 – 2. Februar 2013 1 Woche (insgesamt 4) \| 4 \| Sasha-Benny-Erik \| Primera fila \| – \| \| 3. Februar 2013 – 16. Februar 2013 2 Wochen \| 2 \| Justin Bieber \| Believe Acoustic \| – \| \| 17. Februar 2013 – 23. Februar 2013 1 Woche \| 1 \| (Verschiedene Interpreten) \| Baladas para enamorados 2013 \| – \| \| 24. Februar 2013 – 17. März 2013 4 Wochen (insgesamt 4) \| 4 \| Sasha-Benny-Erik \| Primera fila \| – \| \| 18. März 2013 – 6. April 2013 2 Wochen (insgesamt 5) \| 5 \| Manuel Mijares \| Canto por ti \| – \| \| 7. April 2013 – 20. April 2013 2 Wochen \| 2 \| Cristian Castro \| Primera fila \| – \| \| 21. April 2013 – 27. April 2013 1 Woche (insgesamt 5) \| 5 \| Manuel Mijares \| Canto por ti \| – \| \| 28. April 2013 – 4. Mai 2013 1 Woche \| 1 \| Michael Bublé \| To Be Loved \| – \| \| 5. Mai 2013 – 11. Mai 2013 1 Woche \| 1 \| Manuel Mijares \| Canto por ti \| – \| \| 12. Mai 2013 – 18. Mai 2013 1 Woche \| 1 \| Yuri \| Mi tributo al festival II \| – \| \| 19. Mai 2013 – 15. Juni 2013 4 Wochen (insgesamt 7) \| 7 \| Daft Punk \| Random Access Memories \| – \| \| 16. Juni 2013 – 22. Juni 2013 1 Woche \| 1 \| Big Time Rush \| 24/Seven \| – \| \| 23. Juni 2013 – 6. Juli 2013 2 Wochen (insgesamt 7) \| 7 \| Daft Punk \| Random Access Memories \| – \| \| 7. Juli 2013 – 13. Juli 2013 1 Woche \| 1 \| Belinda \| Catarsis \| – \| \| 14. Juli 2013 – 20. Juli 2013 1 Woche (insgesamt 7) \| 7 \| Daft Punk \| Random Access Memories \| – \| \| 21. Juli 2013 – 27. Juli 2013 1 Woche \| 1 \| Los Ángeles Azules \| Cómo te voy a olvidar \| – \| \| 28. Juli 2013 – 3. August 2013 1 Woche \| 1 \| Selena Gomez \| Stars Dance \| – \| \| 4. August 2013 – 9. August 2013 1 Woche \| 1 \| Sergio George \| Sergio George Presents Salsa Giants (Live) \| – \| \| 10. August 2013 – 31. August 2013 3 Wochen \| 3 \| La Arrolladora Banda El Limón \| Gracias por creer \| – \| \| 1. September 2013 – 2. November 2013 9 Wochen \| 9 \| Alejandro Fernández \| Confidencias \| – \| \| 3. November 2013 – 9. November 2013 1 Woche \| 1 \| Zoé \| Prográmaton \| – \| \| 10. November 2013 – 16. November 2013 1 Woche \| 1 \| Enrique Bunbury \| Palosanto \| – \| \| 17. November 2013 – 30. November 2013 2 Wochen \| 2 \| Lady Gaga \| Artpop \| – \| \| 1. Dezember 2013 – 18. Januar 2014 7 Wochen \| 7 \| One Direction \| Midnight Memories \| – \| |                                      |                                      |                                            |                           |
| ← 2012 |                                      |                                      |                                            | → 2014 →                  |
| Zeitraum | Wo. ges.                             | Interpret                            | Titel                                      | Zusätzliche Informationen |
| (Zeitraum, Wochen auf Platz eins, Interpret, Titel, zusätzliche Informationen) |                                      |                                      |                                            |                           |
| 23. Dezember 2012 – 5. Januar 2013 2 Wochen (insgesamt 3) | 3                                    | Jenni Rivera                         | Joyas prestadas: pop                       | –                         |
| 6. Januar 2013 – 12. Januar 2013 1 Woche (insgesamt 4) | 4                                    | One Direction                        | Take Me Home                               | –                         |
| 13. Januar 2013 – 26. Januar 2013 2 Wochen (insgesamt 3) | 3                                    | Jenni Rivera                         | Joyas prestadas: pop                       | –                         |
| 27. Januar 2013 – 2. Februar 2013 1 Woche (insgesamt 4) | 4                                    | Sasha-Benny-Erik                     | Primera fila                               | –                         |
| 3. Februar 2013 – 16. Februar 2013 2 Wochen | 2                                    | Justin Bieber                        | Believe Acoustic                           | –                         |
| 17. Februar 2013 – 23. Februar 2013 1 Woche | 1                                    | (Verschiedene Interpreten)           | Baladas para enamorados 2013               | –                         |
| 24. Februar 2013 – 17. März 2013 4 Wochen (insgesamt 4) | 4                                    | Sasha-Benny-Erik                     | Primera fila                               | –                         |
| 18. März 2013 – 6. April 2013 2 Wochen (insgesamt 5) | 5                                    | Manuel Mijares                       | Canto por ti                               | –                         |
| 7. April 2013 – 20. April 2013 2 Wochen | 2                                    | Cristian Castro                      | Primera fila                               | –                         |
| 21. April 2013 – 27. April 2013 1 Woche (insgesamt 5) | 5                                    | Manuel Mijares                       | Canto por ti                               | –                         |
| 28. April 2013 – 4. Mai 2013 1 Woche | 1                                    | Michael Bublé                        | To Be Loved                                | –                         |
| 5. Mai 2013 – 11. Mai 2013 1 Woche | 1                                    | Manuel Mijares                       | Canto por ti                               | –                         |
| 12. Mai 2013 – 18. Mai 2013 1 Woche | 1                                    | Yuri                                 | Mi tributo al festival II                  | –                         |
| 19. Mai 2013 – 15. Juni 2013 4 Wochen (insgesamt 7) | 7                                    | Daft Punk                            | Random Access Memories                     | –                         |
| 16. Juni 2013 – 22. Juni 2013 1 Woche | 1                                    | Big Time Rush                        | 24/Seven                                   | –                         |
| 23. Juni 2013 – 6. Juli 2013 2 Wochen (insgesamt 7) | 7                                    | Daft Punk                            | Random Access Memories                     | –                         |
| 7. Juli 2013 – 13. Juli 2013 1 Woche | 1                                    | Belinda                              | Catarsis                                   | –                         |
| 14. Juli 2013 – 20. Juli 2013 1 Woche (insgesamt 7) | 7                                    | Daft Punk                            | Random Access Memories                     | –                         |
| 21. Juli 2013 – 27. Juli 2013 1 Woche | 1                                    | Los Ángeles Azules                   | Cómo te voy a olvidar                      | –                         |
| 28. Juli 2013 – 3. August 2013 1 Woche | 1                                    | Selena Gomez                         | Stars Dance                                | –                         |
| 4. August 2013 – 9. August 2013 1 Woche | 1                                    | Sergio George                        | Sergio George Presents Salsa Giants (Live) | –                         |
| 10. August 2013 – 31. August 2013 3 Wochen | 3                                    | La Arrolladora Banda El Limón        | Gracias por creer                          | –                         |
| 1. September 2013 – 2. November 2013 9 Wochen | 9                                    | Alejandro Fernández                  | Confidencias                               | –                         |
| 3. November 2013 – 9. November 2013 1 Woche | 1                                    | Zoé                                  | Prográmaton                                | –                         |
| 10. November 2013 – 16. November 2013 1 Woche | 1                                    | Enrique Bunbury                      | Palosanto                                  | –                         |
| 17. November 2013 – 30. November 2013 2 Wochen | 2                                    | Lady Gaga                            | Artpop                                     | –                         |
| 1. Dezember 2013 – 18. Januar 2014 7 Wochen | 7                                    | One Direction                        | Midnight Memories                          | –                         |